# DB Regio Allgäu-Schwaben
Die DB Regio Allgäu-Schwaben mit Sitz in Kempten war ein regionaler Verkehrsbetrieb der DB Regio Bayern mit rund 850 Beschäftigten. Er entstand aus dem Zusammenschluss von DB Regio Allgäu sowie DB Regio Bayerisch-Schwaben zum 1. Oktober 2010 und war für einen Großteil der schienengebundenen Regional- und Nahverkehrsleistungen im Regierungsbezirk Bayerisch-Schwaben verantwortlich.
Zum 1. Januar 2017 wurde der eigenständige Verkehrsbetrieb aufgelöst und die Verkehrsleistung von der DB Regio AG Region Bayern Betriebsmanagement Augsburg/Kempten übernommen.

## Geschichte
Mit der Zusammenlegung der DB Regio Allgäu und DB Regio Bayerisch-Schwaben am 1. Oktober 2010 entstand der regionale Verkehrsbetrieb DB Regio Allgäu-Schwaben. Gleichzeitig ging auch die Verantwortung für die bis dato beauftragten Verkehrsleistungen an den neuen Verkehrsbetrieb über.
Um wettbewerbsfähig zu bleiben und die Vorgaben der Streckenausschreibungen zu erfüllen, wurden ab 2014 ältere Fahrzeuge (insbesondere die Baureihe 218 und die n-Wagen) durch Neufahrzeuge der Baureihen 245, 642 und 650 ersetzt. Zudem vergrößerte der Verkehrsbetrieb seine Transportkapazitäten durch die Beschaffung zusätzlicher Doppelstockwagen.
2014 erhielt die DB Regio Allgäu-Schwaben den Zugschlag für beide Lose des Allgäuer Dieselnetzes. Bei der Ausschreibung des Dieselnetzes Augsburg I im Jahr 2015 dagegen unterlag der Verkehrsbetrieb der konkurrierenden Bayerischen Regiobahn.
2016 sicherte sich die DB Regio Allgäu-Schwaben den Übergangsvertrag für das Ulmer Dieselnetz und führte damit den Betrieb dort fort.
Im Zuge einer internen Strukturreform bei der DB Regio wurde der Verkehrsbetrieb zum 1. Januar 2017 aufgelöst und die Verantwortung für die beauftragten Verkehrsleistungen an die DB Regio AG Region Bayern übertragen.

## Verkehrsleistungen
Ein wesentlicher Bestandteil der Verkehrsleistung der DB Regio Allgäu-Schwaben war der Betrieb auf den nichtelektrifizierten Strecken in Mittelschwaben und im Allgäu. So verkehrten die Fahrzeuge des Verkehrsbetriebs von Ulm und Augsburg bis nach Lindau (Bodensee), Oberstdorf, Füssen und Reutte in Tirol. Zudem gehörte der Allgäu-Franken-Express zwischen Nürnberg und Lindau bzw. Oberstdorf zum Liniennetz.
Unter dem Markennamen Kneipp-Lechfeld-Bahn betrieb DB Regio Allgäu, später DB Regio Allgäu-Schwaben, ab Dezember 2007 die stündliche Regionalbahnlinie von Augsburg über Kaufering nach Landsberg am Lech und die zweistündliche Linie von Augsburg über Buchloe und Türkheim nach Bad Wörishofen, ergänzt um zusätzliche Züge auf Teilstrecken.
Darüber hinaus war die DB Regio Allgäu-Schwaben auch für den Betrieb des elektrifizierten Streckennetzes rund um Augsburg beauftragt. Das unter dem Namen Fugger-Express vermarktete Netz reichte von Treuchtlingen im Norden und Aalen sowie Ulm im Westen bis nach München.
Gelegentlich wurden auch Sonderzüge eingesetzt, um die Fußballfans des FC Augsburg zu den Auswärtsspielen zu bringen.

## Fahrzeuge
Bei der DB Regio Allgäu-Schwaben waren (Stand Juli 2015) sowohl Elektrolokomotiven der Baureihe 111 als auch Diesellokomotiven der Baureihen 218 und 245 zusammen mit Doppelstockwagen und n-Wagen als Wendezüge im Einsatz.
Zudem verfügte der Verkehrsbetrieb über eine große Anzahl von Elektrotriebwagen der Baureihe 440 und Dieseltriebwagen der Baureihen 612, 628.4, 642 und 650.